# Moreton (Dorset)

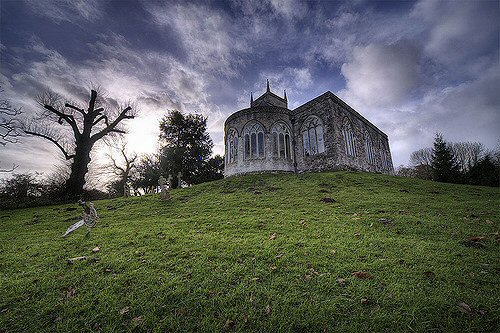
Igreja de São Nicolau (St Nicholas Church), em Moreton

Moreton é uma aldeia do condado de Dorset, em Inglaterra. Fica junto ao rio Frome, a 14 km de Dorchester. 

## História
T. E. Lawrence (conhecido como Lawrence da Arábia) está sepultado em Moreton. A povoação é também conhecida pelos vitrais da sua igreja, criados por Sir Laurence Whistler para substituír os originais que foram destruídos por uma bomba durante a Segunda Guerra Mundial.
Tinha uma população de 270 habitantes em 2001.